# Nuestra Belleza Paraguay 2013
El concurso Nuestra Belleza Paraguay 2013 se celebró en Asunción, Paraguay, el día 27 de junio del 2013. Egni Eckert, Miss Universo Paraguay 2012, Fiorella Migliore, Miss Mundo Paraguay 2012, Nicole Huber, Miss Internacional Paraguay 2012, y Alexandra Fretes, Miss Tierra Paraguay 2012, coronaron a sus sucesoras, Guadalupe González, Coral Ruiz, Marta Raviolo y Karen Duarte, respectivamente, al final del evento, las ganadoras representarán al Paraguay en las próximas ediciones del Miss Universo, Miss Mundo, Miss Internacional y Miss Tierra. El concurso fue transmitido en vivo por primera vez por LaTele desde el Yacth y Golf Club Paraguayo. Así también es el primer concurso con los nuevos dueños de las franquicias de certámenes internacionales para Paraguay, Salvador Mass e Isabel Mussi, y con un nuevo nombre, 'Nuestra Belleza'.

## Resultados
| Título/Puesto                                | Participante                         |
| -------------------------------------------- | ------------------------------------ |
| Miss Universo Paraguay 2013                  | María Guadalupe González Talavera    |
| Miss Mundo Paraguay 2013                     | Coral Ruiz Reyes                     |
| Miss Internacional Paraguay 2013             | María Marta Raviolo Vera             |
| Miss Tierra Paraguay 2013                    | Liliana Ruth Karen Duarte Figueredo* |
| Miss Continentes Unidos Paraguay 2013        | Laura Leticia Garcete Riveros        |
| Miss Tourism International Paraguay 2013     | Zulma Margarita Galeano Ferreira     |
| Miss Tourism Queen of the Year Paraguay 2013 | Daisy Diana Lezcano Rojas            |
| Reina Mundial de la Piña Paraguay 2013       | Agustina Mendoza Silva               |
| 1.ª Finalista                                | Leticia Jasmín Cáceres Salinas*      |
| 2.ª Finalista                                | Liliana María Fragueda Balmaceda     |

* Karen Duarte renunció a su corona por razones de salud. La 1.ª Finalista, Leticia Cáceres, la remplazó en el Miss Tierra 2013.

## Candidatas
19 son las candidatas que compitieron.
| #  | Candidata                                   | Edad | Altura (m) | Ciudad              |
| -- | ------------------------------------------- | ---- | ---------- | ------------------- |
| 1  | Zulma Margarita Galeano Ferreira            | 19   | 1,73       | Capiatá             |
| 2  | Laura Leticia Garcete Riveros               | 23   | 1,76       | Asunción            |
| 3  | Liliana Ruth Karen Duarte Figueredo         | 22   | 1,78       | Ciudad del Este     |
| 4  | Coral Ruiz Reyes                            | 22   | 1,75       | Luque               |
| 5  | María Guadalupe González Talavera           | 21   | 1,78       | Lambaré             |
| 6  | Juana Gabriela Mereles Achucarro            | 23   | 1,74       | Asunción            |
| 7  | María Marta Raviolo Vera                    | 22   | 1,70       | Coronel Oviedo      |
| 8  | Margarita María Edelmira Chilavert Espínola | 19   | 1,74       | San Pedro           |
| 9  | Paloma Ruíz Reyes                           | 23   | 1,78       | Luque               |
| 10 | Marcela Concepción Benegas Galeano          | 26   | 1,76       | Asunción            |
| 11 | Emilce Noemí Giménez Cáceres                | 19   | 1,82       | Paraguarí           |
| 12 | Leticia Jasmín Cáceres Salinas              | 22   | 1,72       | Itá                 |
| 13 | Daisy Diana Lezcano Rojas                   | 19   | 1,80       | San Lorenzo         |
| 14 | Nathalia Nahír Ascona                       | 24   | 1,75       | Asunción            |
| 15 | Estela Maris López Rojas                    | 23   | 1,81       | Encarnación         |
| 16 | Liliana María Fragueda Balmaceda            | 19   | 1,78       | Asunción            |
| 17 | Vannia Soledad Dubrez Amarilla              | 18   | 1,79       | Fernando de la Mora |
| 18 | Laetitia Danielle Espinosa Caballero        | 21   | 1,71       | Lambaré             |
| 19 | Agustina Mendoza Silva                      | 24   | 1,72       | Horqueta            |

### Descalificaciones y retiros
| Estatus         | Candidata          | Edad | Ciudad      |
| --------------- | ------------------ | ---- | ----------- |
| Retiro          | Jazmín Chamorro    | 24   | Villa Elisa |
| Retiro          | Gissella Sotomayor | 21   | Encarnación |
| Descalificación | Paola López        | 24   | Asunción    |

## Datos acerca de las candidatas
- Las candidatas # 4 y # 9, Coral y Paloma Ruíz Reyes, son hermanas.
- La candidata # 4, Coral Ruíz Reyes, anteriormente participó en Miss Paraguay 2011 en donde terminó como 1.ª finalista, más adelante representó a su país en el Miss Tourism Queen of The Year Internacional 2012 en China.[4]
- La candidata # 5, Guadalupe González, ya ha representado a Paraguay en Miss Atlántico International 2012 y Miss Latinoamérica 2012, realizados en Punta del Este, Uruguay, y la ciudad de Panamá, Panamá, respectivamente.[5]
- La candidata # 13, Daisy Lezcano, anteriormente participó en Miss Paraguay 2012 y terminó llevándose la corona de Miss Model of the World Paraguay.[6]
- La candidata # 7, Marta Raviolo, fue Miss Caaguazú 2009, participando en la elección de Miss Paraguay 2009 a en la cual esta organización envía representantes a los concursos de Miss Globe y Reina Internacional del Café entre los concursos más relevantes. En aquella oportunidad Raviolo, se ubicó como 1.ª finalista.[7]
- La candidata # 10, Marcela Benegas, anteriormente participó en Miss Universo Paraguay 2008 pero no quedó entre las finalistas.

### Representaciones internacionales
Luego de la gala final de Nuestra Belleza Paraguay 2013, estas chicas representaron a Paraguay en los distintos certámenes internacionales:
| Candidata          | Certamen                            | Fecha                    | Lugar                    | Puesto        |
| ------------------ | ----------------------------------- | ------------------------ | ------------------------ | ------------- |
| Agustina Mendoza   | Reina Mundial de la Piña 2013       | 7 de julio de 2013       | Bucaramanga, Colombia    | Ganadora      |
| Laura Garcete      | Miss Continentes Unidos 2013        | 4 de septiembre de 2013  | Guayaquil, Ecuador       | No clasificó  |
| Coral Ruiz         | Miss Mundo 2013                     | 28 de septiembre de 2013 | Bali, Indonesia          | No clasificó  |
| Guadalupe González | Miss Universo 2013                  | 9 de noviembre de 2013   | Moscú, Rusia             | No clasificó  |
| Paloma Ruiz        | Miss Model of the World 2013        | 20 de noviembre de 2013  | Shenzhen, China          | No clasificó  |
| Leticia Cáceres    | Miss Tierra 2013                    | 7 de diciembre de 2013   | Manila, Filipinas        | No clasificó  |
| Guadalupe González | Reina Hispanoamericana 2013         | 12 de diciembre de 2013  | Santa Cruz, Bolivia      | 5.ª Finalista |
| Marta Raviolo      | Miss Internacional 2013             | 17 de diciembre de 2013  | Tokio, Japón             | No clasificó  |
| Zulma Galeano      | Miss Tourism Internacional 2013     | 31 de diciembre de 2013  | Kuala Lumpur, Malasia    | No clasificó  |
| Marta Raviolo      | Miss Panamerican International 2014 | 23 de agosto de 2014     | Commerce, Estados Unidos | Virreina      |

## Designaciones
Luego de la gala final del Jueves 27 de junio algunas candidatas fueron designadas a representar al Paraguay en los eventos internacionales.
- Leticia Cáceres: Miss Tierra
- Paloma Ruiz Reyez: Miss Model of the World

## Jurado
El jurado de la noche de coronación estuvo integrado por las siguientes personas:
- Bettina Barboza de Ray, Miss Paraguay 1995
- Luis Carlos Adler Benítez
- Daiana Da Costa Ferreira, Miss Internacional Paraguay 2007
- Juan José Martínez
- Arnaldo Samaniego, intendente de la ciudad de Asunción
- Carlos Aviles
- Vivian Benítez, Miss Paraguay 1991
- Robert Aveiro
- José Espínola, reconocido estilista local
- Federico Duarte Macchi